# Пам'ятник придушенню заколоту робітників заводу Арсенал (Київ)
Па́м'ятник придушенню заколоту робітників заво́ду «Арсена́л» — пам'ятник на честь придушення силами УНР заколоту робітників київського заводу «Арсенал», які у жовтні 1917 року та у січні 1918 року виступили зі зброєю в руках за встановлення влади Рад у Києві. Пам'ятка історії місцевого значення (1970).

## Історія
Відкрито у квітні 1923 року у вигляді гірської гармати, встановленої на постамент із червоного граніту, що залишився від знесеного у 1918 році пам'ятника Іскрі та Кочубею. 
18 червня 2019 року пам'ятник декомунізовано. Нова таблиця на постаменті повідомляє, що монумент присвячено українським військовим, що придушили більшовицький заколот на заводі «Арсенал».

## Опис
Висота пам'ятника — 5,1 м. 
Гарматний ствол розвернутий у напрямку заводу «Арсенал». З 18 червня 2019 року на пам'ятнику встановлено новий напис українською мовою:
|  | 22 січня (4 лютого) 1918 року українськими військовими під керівництвом Симона Петлюри та Євгена Коновальця був придушений підступний московсько-більшовицький заколот на заводі «Арсенал» проти Української Державності. ГЕРОЯМ СЛАВА! «Справа здобуття Української Державності — це справа нації української, а не якогось класу чи партії» Симон Петлюра Від вдячних українських військових |

До того на пам'ятнику був напис російською мовою:
|  | Пролетарі всіх країн — єднайтеся. У 5-ту річницю Жовтневої Революції Пленум Київської Міськради відзначає особливі заслуги перед Пролетарською Революцією Київського Арсеналу першого заводу, який виступив у Києві зі зброєю в руках в Жовтні 1917 р. за Владу Рад. Міськрада робітничих та червоноармійських депутатів Оригінальний текст (рос.) Пролетарии всех стран — соединяйтесь. В 5-ю годовщину Октябрьской революции Пленум Городского Совета отмечает особые заслуги перед пролетарской революцией Киевского Арсенала первого завода, выступившего в Киеве с оружием в руках в Октябре 1917 г. за власть Советов. Горсовет рабочих и красноармейских депутатов |

## Історія

### Питання про належність гармати
Гармата, яку включає пам'ятник, начебто є саме тією гарматою, з якої повсталі робітники-арсенальці вели вогонь по військах Центральної Ради. 
У квітні 2016 року співробітник Українського інституту національної пам'яті Павло Подобєд повідомив, що гармата, яка встановлена на пам'ятнику, начебто перебувала на озброєнні кінно-гірського дивізіону Олекси Алмазова, що брав участь у придушенні повстання в січні-лютому 1918 року.

### Під час Другої світової війни
У роки окупації Києва під час Другої світової війни нацисти знівечили пам'ятник, скинувши з постаменту гармату. Вже після звільнення Києва пам'ятник був відреставрований.

### Декомунізація пам'ятника
18 червня 2019 року представниками Всеукраїнського молодіжного руху «Гідність нації» було здійснено декомунізацію. В постамент монумента було вмонтовано плиту з новим текстом. Комуністичні написи попередньо прибрано, активістами здійснено реставрацію гармати та постаменту.

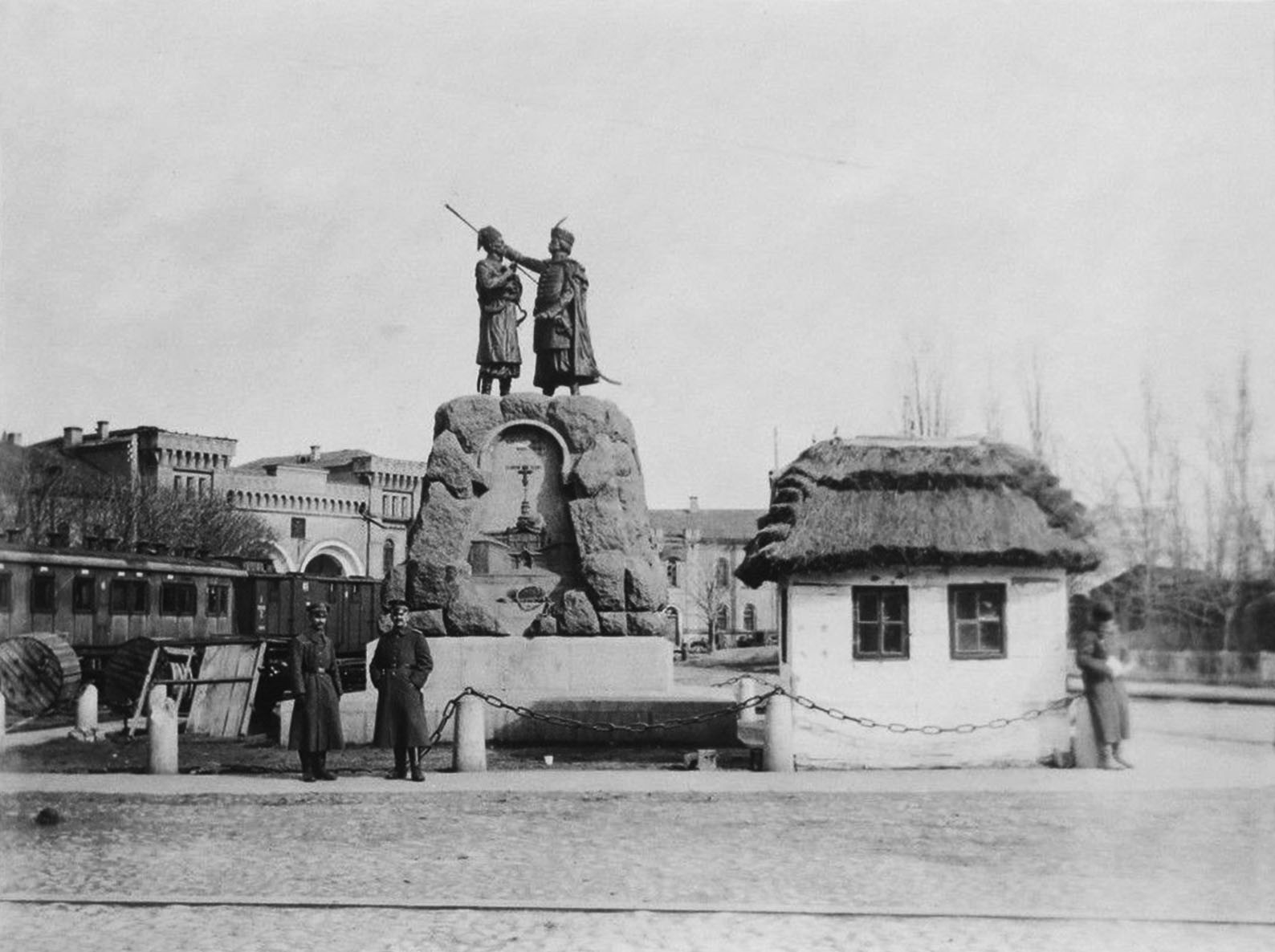
Пам'ятник Іскрі та Кочубею
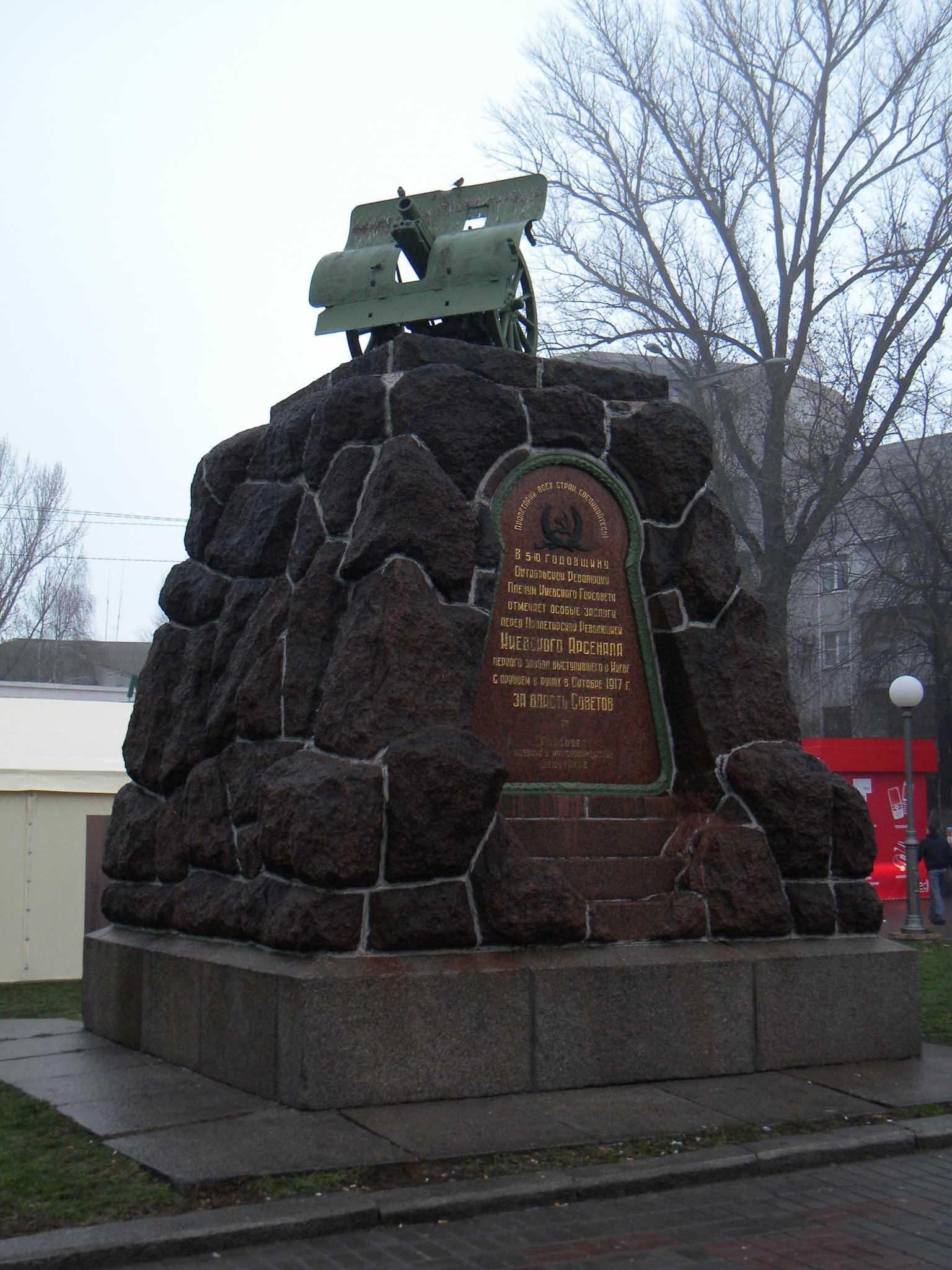
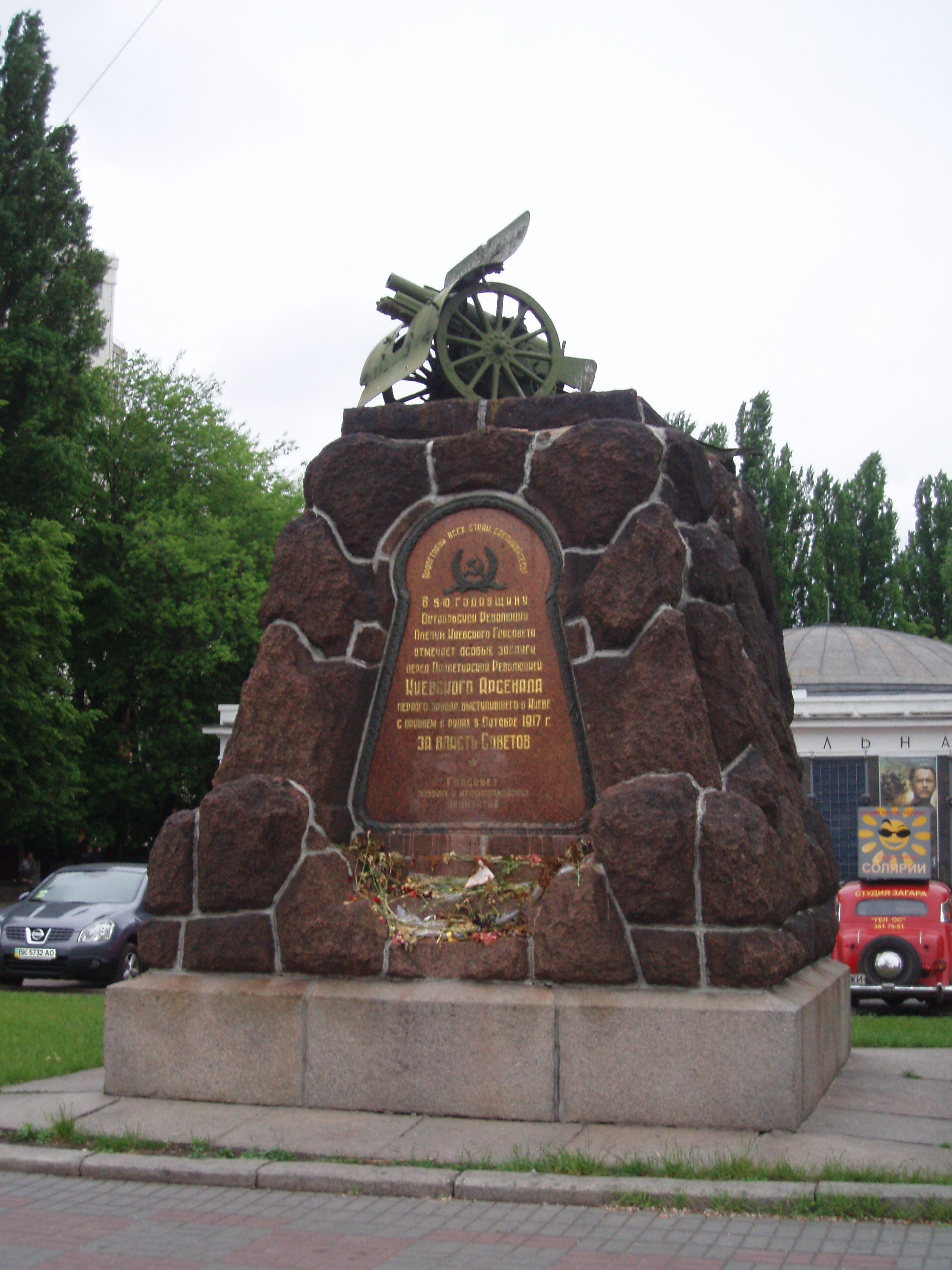